# Vinter i Rio
Vinter in Rio (kroatiska: Prezimiti u Riju), är en kroatisk film från 2002 i regi av Davor Žmegač med Leona Paraminski, Mustafa Nadarević och Sven Medvešek.

## Rollista (urval)
- Leona Paraminski - Monika
- Mustafa Nadarević - Grga
- Sven Medvešek - Rafael
- Ranko Zidarić - ?
- Žarko Savić - Panco
- Enes Vejzović - Mali
- Saša Anočić - Boris
- Vera Zima - Danica
- Zlatko Kopljar - Mislav